# Округ Ири (Пенсилванија)
Округ Ири (енгл. Erie County) је округ у америчкој савезној држави Пенсилванија.

## Демографија
По попису из 2010. године број становника је 280.566, што је 277 (-0,1%) становника мање него 2000. године.
| Група             | 2000.           | 2010.           |
| Белци             | 252.258 (89,8%) | 242.787 (86,5%) |
| Афроамериканци    | 17.202 (6,1%)   | 20.155 (7,2%)   |
| Азијати           | 1.929 (0,7%)    | 3.077 (1,1%)    |
| Хиспаноамериканци | 6.126 (2,2%)    | 9.518 (3,4%)    |
| Укупно            | 280.843         | 280.566         |